# Емблема Африканського союзу

Емблема Африканського союзу

Емблема Африканського союзу складається із контурного зображення африканського континенту на білому тлі, золотого кола як би в рамці, з обох сторін обрамленого гілками пальми — символу миру.
Хоча при АС був сформований, оголошений конкурс на розробку нового герба і прапора, Асамблея Африканського союзу ухвалила рішення на засіданні в Аддіс-Абебі 2004 р. зберегти герб і прапор свого попередника, Організації африканської єдності, і використовувати їх як новий прапор та емблему АС.

## Символізм
Золоте коло символізує багатство Африки і яскраве майбутнє, в той час як зелене коло являє африканські надії і прагнення, білий колір представляє чистоту бажання Африки мати справжніх друзів у всьому світі. Проста карта Африки без кордонів у внутрішніх колах представляє африканську єдність, маленькі червоні ланки кілець в підставі емблеми — символи африканської солідарності і ціна пролитої за звільнення Африки крові.